# قره‌گل (فاروج)
قره‌گل روستایی در دهستان فاروج بخش مرکزی شهرستان فاروج استان خراسان شمالی ایران است.

## جمعیت
بر پایه سرشماری عمومی نفوس و مسکن در سال ۱۳۹۵ جمعیت این مکان ۱۵۹ نفر (۵۹خانوار) بوده‌است.